# Spikkestadlinjen
Spikkestadlinjen er en jernbanestrækning i Norge, der går fra Asker til Spikkestad Station. Spikkestadlinjen er en del af den Gamle Drammenbane, som blev åbnet 3. juni 1872 og gik fra Oslo V til Drammen via Lierbyen i Lier kommune.
I 1973 blev Lieråsen tunnel på Drammenbanen åbnet, og trafikken til Drammen blev lagt om til, at gå på den nye og kortere jernbanestrækning. Den nye tunnel kortede rejsetiden ned mellem Oslo og Drammen med 45 minutter. Sidste tog mellem Spikkestad og Brakerøya gik den 2. juni 1973. Strækningen mellem Asker og Spikkestad blev beholdt til lokaltrafik.

## Billeder langs linjen
- Asker Station.
- Gullhella Station.
- Heggedal Station.
Tog 69047 venter.

- Åsåker Station.
- Spikkestad Station.
- Spikkestad Station.
Tog 72115 fra Moss.

|  | Denne artikel kan blive bedre, hvis der indsættes geografiske koordinater Denne artikel omhandler et emne, som har en geografisk lokation. Du kan hjælpe ved at indsætte koordinater i wikidata. |